# Divina Galica
Divina Mary Galica (Bushey, 13 agosto 1944) è un'ex sciatrice alpina, sciatrice di velocità e pilota automobilistica britannica.

## Biografia

### Carriera nello sci alpino
Sciatrice polivalente originaria di North Stockbridge, Divina Galica debuttò in campo internazionale in occasione dello slalom gigante del Critérium de la première neige 1961, il 16 dicembre a Val-d'Isère (38ª); ai IX Giochi olimpici invernali di Innsbruck 1964, suo esordio olimpico, si classificò 30ª nella discesa libera, 23ª nello slalom gigante e non completò lo slalom speciale mentre ai Mondiali di Portillo 1966 si piazzò 24ª nella discesa libera, 22ª nello slalom gigante, 22ª nello slalom speciale e 10ª nella combinata.
In Coppa del Mondo esordì l'8 gennaio 1967 a Oberstaufen in slalom gigante (15ª) e conquistò due podi, entrambi in discesa libera nella stagione 1967-1968: 3ª a Badgastein il 17 gennaio e a Chamonix il 23 febbraio. Nello stesso anno ai X Giochi olimpici invernali di Grenoble 1968 si classificò 32ª nella discesa libera, 8ª nello slalom gigante e non completò lo slalom speciale, mentre ai Mondiali di Val Gardena 1970 si piazzò 10ª nello slalom gigante, 16ª nello slalom speciale e non completò la discesa libera.
Il 5 gennaio 1971 conquistò a Maribor in slalom gigante l'ultimo piazzamento a punti in Coppa del Mondo (7ª) e ai successivi XI Giochi olimpici invernali di Sapporo 1972, sua ultima presenza olimpica, fu 26ª nella discesa libera, 7ª nello slalom gigante, 15ª nello slalom speciale e 10ª nella combinata, disputata in sede olimpica ma valida solo ai fini dei Mondiali 1972; si ritirò al termine di quella stessa stagione 1971-1972 e la sua ultima gara in carriera fu lo slalom gigante di Coppa del Mondo disputato il 18 marzo a Pra Loup, chiuso dalla Galica al 19º posto.

### Carriera nell'automobilismo

Divina Galica al Gran Premio d'Argentina 1978

Dopo il ritiro dallo sci alpino Divina Galica iniziò la carriera automobilistica nel 1974, partendo dai kart fino ad arrivare alla Formula 2 e alla Formula 1: tra il 1976 e il 1978 s'iscrisse a tre Gran premi di Formula 1 non riuscendo mai a qualificarsi. In seguito corse con buoni risultati nei campionati Thundersports S2000 e nel Truck Racing fino alla fine degli anni 1990.

### Carriera nello sci di velocità
Prima di dedicarsi all'automobilismo stabilì il primato britannico di 125 mph (201 km/h). Tornò allo sci di velocità nei primi anni 1990, rappresentando la squadra britannica ai XVI Giochi olimpici invernali di Albertville 1992 nella gara dimostrativa di chilometro lanciato (19ª) e stabilendo un primato personale di 200,669 km/h nel 1993.

## Palmarès

### Sci alpino

#### Coppa del Mondo
- Miglior piazzamento in classifica generale: 11ª nel 1968
- 2 podi:
  - 2 terzi posti

### Automobilismo

#### Formula 1
| 1976 | Scuderia           | Vettura      |  |  |  |  |  |  |  |  |    |  |  |  |  |  |  |  |  | Punti | Pos. |
| ---- | ------------------ | ------------ |  |  |  |  |  |  |  |  | -- |  |  |  |  |  |  |  |  | ----- | ---- |
| 1976 | Shellsport/Whiting | Surtees TS16 |  |  |  |  |  |  |  |  | NQ |  |  |  |  |  |  |  |  | 0     |      |

| 1978 | Scuderia | Vettura      |    |    |  |  |  |  |  |  |  |  |  |  |  |  |  |  |  | Punti | Pos. |
| ---- | -------- | ------------ | -- | -- |  |  |  |  |  |  |  |  |  |  |  |  |  |  |  | ----- | ---- |
| 1978 | Hesketh  | Hesketh 308E | NQ | NQ |  |  |  |  |  |  |  |  |  |  |  |  |  |  |  | 0     |      |

| Legenda | 1º posto     | 2º posto | 3º posto    | A punti         | Senza punti/Non class.  | Grassetto – Pole position Corsivo – Giro più veloce |
| Legenda | Squalificato | Ritirato | Non partito | Non qualificato | Solo prove/Terzo pilota | Grassetto – Pole position Corsivo – Giro più veloce |